# アエトリア同盟

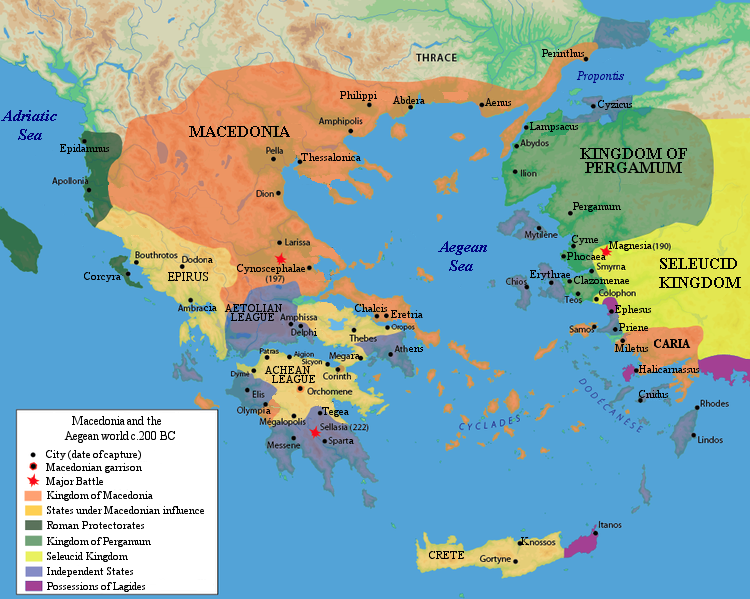
紀元前2世紀のギリシア

アエトリア同盟（英: Aetolian League、なおアエトリアはラテン語発音で、ギリシア語発音ではアイトリア）は、古代ギリシアの都市国家同士が複数結びついた同盟の一つである。紀元前370年に集結され、主に中央ギリシア、アイトリア地方の都市国家が主となった。

## 概説
この同盟の目的は勃興激しかったアンティゴノス朝マケドニアに対するギリシア諸都市の同盟であった。同盟内部では複雑な都市同士の関係があり、全ての加盟都市の代表は一年に2回集まる事にはなっていたが、加盟都市ごとに同盟に対する依存度は異なり、必ずしもまとまった外交、軍事が得られなかった。また、この同盟の加盟都市には共通した度量衡、税制を採択する事が求められていた。
第二次マケドニア戦争の折り、アエトリア同盟都市は共和政ローマの側に立ち、ローマはアンティゴノス朝のフィリッポス5世を敗った。しかしながらその数年後にはローマがよりギリシアに関与するようになると、徐々にローマの動きを危惧するようになり、セレウコス朝シリア王アンティオコス3世と接近、そして紀元前189年にアンティオコス3世がローマに敗れるとアエトリア同盟は同盟の求心力を失い、同盟単独で対ローマの姿勢を保つ事が不可能となり、ローマに追従する姿勢を余儀無くされた。以降、同盟自体は存続するものの、事実上の役割は終えた。